# Pulteney (Whiskybrennerei)
Pulteney ['pʊltni] ist der Name einer Brennerei für Single-Malt-Whisky, gelegen in der Hafenstadt Wick der Grafschaft Caithness in Schottland. Das Destilleriegelände befindet sich zwar in städtischer Lage, liegt aber, was den Geschmack des hier erzeugten Whiskys deutlich beeinflusst, nur 230 Meter vom Meer entfernt. Der von der Brennerei erzeugte Single Malt Scotch Whisky heißt Old Pulteney, wobei das Wort Old (engl. für 'alt') darauf hinweisen soll, dass der Whisky besonders schnell reift (und nicht, dass er besonders alt ist). Wegen seines leicht salzigen und trockenen Geschmacks trägt er auch den Beinamen Manzanilla des Nordens. Der Name Pulteney ist auch der Name des Teils der Stadt Wick, in dem die Brennerei liegt und der nach dem damaligen Direktor der britischen Fischereigesellschaft, Sir William Johnstone Pulteney, benannt wurde. Er hatte 1810 Teile der Stadt als Ideal eines Fischereihafens entworfen.
Die Brennerei gehört mit ihren zwei Brennblasen zu den kleineren in Schottland und war bis zur Eröffnung der Brennerei Wolfburn 2013 die nördlichste des schottischen Festlandes.

## Geschichte
Die Brennerei wurde 1826 von James Henderson in der damaligen Heringsmetropole gegründet. Fast hundert Jahre blieb sie in Familienbesitz. Es folgte eine turbulente Zeit mit zahlreichen Besitzerwechseln, überschattet von der Prohibition, die in dem Ort 1922 verhängt wurde und bis in das Jahr 1947 jeglichen Verkauf von Whisky untersagte.
1920 wurde die Destillerie an James Watson & Co. verkauft, dann 1923 an Buchanan-Dewar, die selbst im Jahre 1925 von der Distillers’ Company Limited (DCL) übernommen wurde. 1930 musste die Produktion eingestellt werden. Sie wurde im Jahr 1951 wieder aufgenommen, nachdem die Brennerei von dem Juristen Robert Cumming aufgekauft wurde. 1955 erfolgte eine weitere Übernahme durch James & George Stodart Ltd, einer Tochtergesellschaft des kanadischen Getränkeimperiums Hiram Walker & Sons. Die Brennerei wurde 1958 umgebaut, ein Jahr später die eigene Tennenmälzerei geschlossen. Der produzierte Whisky wurde in der Zeit überwiegen für Blends verwendet, vor allem für Ballantine’s. Einen Teil des Whiskys durfte jedoch der unabhängige Abfüller Gordon & MacPhail als Single Malt Whisky unter dem Namen Old Pulteney verkaufen. Nachdem die James & George Stodart Ltd selbst 1961 von dem Brauereigiganten Allied Breweries übernommen worden war, trennte sich der Besitzer (der nun Allied Domecq hieß) schließlich 1995 von der Brennerei und verkaufte an Inverhouse Distillers. Dem Trend zu Single Malt Whiskys entsprechend, brachte der Besitzer schließlich 1997 die nach über 60 Jahren erste Eigentümerabfüllung auf den Markt, einen zwölf Jahre gelagerten Old Pulteney. Seitdem folgten zahlreiche weitere, unter anderem ein 17 und ein 21 Jahre alter.
Der 21 Jahre alte Old Pulteney wurde von Jim Murray in seiner jährlich erscheinenden Whisky Bible zum Whisky des Jahres 2012 gekürt.
In letzter Zeit machte die Brennerei von sich reden, weil sie zusammen mit der Stadtverwaltung ein Projekt für die Nutzung der bei der Destillation entstehenden Abwärme ins Leben rief. Die abgeführte Wärme reicht für die Beheizung von etwa 1.500 Haushalten.

## Produktion
Das relativ torfhaltige Wasser wird aus dem etwa sieben Kilometer von Wick entfernten Loch of Yarrows bezogen. Nur das Kühlwasser kommt aus dem etwas näher gelegenen Loch of Hempriggs. Das Malz bezieht man von der Malzfabrik Robert Kilgour aus Kirkcaldy und wird nicht getorft, also ohne Torffeuer getrocknet. Die Malzmaische wird in einem gusseisernen Maischbottich (mash tun) angerührt. Und auch die sechs jeweils 24.000 l fassenden Gärtanks (wash backs) sind aus Gusseisen, die allerdings mit Edelstahl ausgekleidet sind. Die Brennerei verfügt nur über ein Paar Brennblasen, eine 21.700 l fassende Grobbrandblase (wash still) für den ersten und eine 17.300 l fassende Feinbrandblase (spirit still) für die zweite und letzte Destillation. Die größere wash still war ursprünglich etwas zu groß, so dass der Brennereimanager entschied, die Brennblase oben zu kürzen. An beiden Brennblasen befindet sich jeweils ein T-förmiger und leicht abfallender sog. lyne arm, über den das Destillat in den daran angeschlossenen Kondensator gelangt, in diesem Fall ein worm tub aus Edelstahl. Diese Form wurde früher häufiger, heutzutage jedoch nur noch selten verwendet. Letztlich handelt es sich um ein spiralförmig gebogenes Rohr, den Wurm. Die Spirale steht senkrecht und führt durch einen mit kaltem Wasser gefüllten Bottich, so dass der von oben kommende Dampf darin kondensiert und herunterläuft. 2022 führte die Brennerei mit der "Coastal Series" eine Reihe an Whiskys ein, die in Fässern von Spirituosenherstellern aus Küstenregionen nachgereift sind. Die erste Abfüllung war der "Old Pulteney Pineau des Charentes", die zweite Abfüllung, der "Old Pulteney Port" erschien im Herbst 2023. Zwei weitere Whiskys der Serie sind für 2024 und 2025 angekündigt. Im Juli 2023 veröffentlichte die Brennerei mit dem 45-jährigen "Old Pulteney Bow Wave" ihren bislang ältesten Whisky.